# Zengí
Imád ad-Dín Atabeg Zengí, později také zvaný al-Malik al-Mansúr (vítězný král; turecky İmadeddin Zengi, arabsky عماد الدین زنكي‎; narozen 1085 - zemřel 14. září 1146) byl syn Aq Sunqur al-Hajiba, guvernéra v Aleppu za vlády Malika Šáha I. Zengího otec byl roku 1094 za zradu popraven a Zengí byl jmenován guvernérem v Mosulu. Podle legendy byla Zengího matkou rakouská markraběnka Ida z Formbachu, kterou Turci zajali po zničení pomocné křížové výpravy hraběte z Nevers roku 1101.. To by znamenalo, že Zengího bratrem byl rakouský markrabě Leopold III.

## Proti Damašku
Poté, co se v roce 1127 Zengí stal atabegem v Mosulu a o rok později i v Aleppu, čímž tato dvě mocenská centra sjednotil pod svou vládu, složil formální přísahu bagdádskému sultánovi Mahmúdovi II. a podporoval ho v jeho boji proti abbásovskému chalífovi al-Mustaršidovi.
Roku 1130 uzavřel spojenectví s damašským emírem Tadž al-Mulk Burím proti křižákům, čímž chtěl rozšířit svou moc. Tadž al-Mulk se se Zengím spojil proto, že Zengí zajal jeho syna a uvěznil ho v Mosulu. Společně poté s damašskou pomocí oblehl pevnost Homs, kterou však nemohl dobýt a tak se Zengí vrátil zpět do Mosulu. V roce 1131 Zengí souhlasil, že propustí za výkupné Burího syna, pokud mu damašský vládce předá peníze, a emíra Dubaise z iráckého města Al Hillah, který uprchl do Damašku před sultánem Al-Mustašidem. Když vyslanec abbásovského chalífy přijel do Damašku převzít si Dubaise, Zengí zaútočil na emisarovu družinu a několik jeho vojáků zabil. Tak se vyslanec vrátil do Bagdádu bez Dubaise.
Roku 1134 se Zengí angažoval v nástupnickém sporu mezi příslušníky artukidské dynastie a spojil se s emírem Timurtašem proti Timurtašovu synovci Daúdovi. Zengího zájmy však ležely jižněji, v Damašku. V roce 1135 Zengí přijal žádost o pomoc od Ismaíla, který se stal damašským emírem po svém otci Burím a který se bál o svůj život ze strany obyvatelstva, kterému vládl jako tyran. Ismaíl byl ochotný postoupit město Zengímu, pokud znovu nastolí mír. Avšak nikdo z Ismaílovy rodiny ani jeho dvora nechtěl za svého pána mosulského vládce, tak byl Ismaíl zavražděn svou vlastní matkou, aby město Zengí neovládl. Na trůn byl poté dosazen Ismaílův bratr Šiháb ad-Dín Mahmúd.
Tento vývoj situace však Zengího neodradil a do Damašku přijel stejně, s tím, že obsadí město. Damašek byl obležen a obléhání nepřinášelo výsledek, tak byl uzavřen mír a Šiháb ad-Dínův bratr Bahrám-Šáh byl vzat jako rukojmí. V té době se zprávy o obléhání donesly až k chalífovi do Bagdádu, a ten Zengímu přikázal, aby opustil Damašek a převzal kontrolu v Mezopotámii. Chalífův posel byl Zengím sice ignorován, ale obléhání skutečně přerušil a na cestě zpět do Aleppa zaútočil na Homs, jehož guvernér Zengího rozhněval. Město vyslalo žádost o pomoc do Damašku a Šiháb ad-Dín vyslal Mu'ín ad-Dín Unura, aby Homsu pomohl a vládl.

## Konflikt s Byzantinci a křižáky

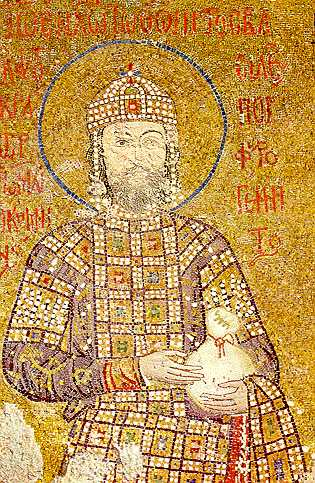
Byzantský císař Jan II.

V roce 1137 Zengí Homs oblehl znovu a zdejší místodržící Mu'ín ad-Dín Unur město úspěšně bránil. Zengí útok zopakoval a Damašek se proti němu spojil s Jeruzalémským královstvím. Zengí oblehl křižáckou pevnost Montferrand, zničil jeruzalémské vojsko a krále Fulka s nevelkým oddílem obklíčil v hradu. Zengí nabídl králi čestnou kapitulaci i bezpečný odchod. Překvapený Fulko souhlasil a muslimové tak ovládli údolí řeky Orontes. Poté Zengí uspořádal novou výpravu na Damašek, ale byl znovu odražen. V té době přitáhl do severní Sýrie také byzantský císař Jan II. a ohrožoval Aleppo. Císař převzal pod svou kontrolu křižácké Antiochijské knížectví a spojil se s knížetem Raimondem z Poitiers a edesským hrabětem Joscelinem II. Zengí shromáždil všechny své síly i pomocné sbory ostatních muslimských vládců. V dubnu 1138 oblehly spojené byzantsko-křižácké armády město Šajzar, ale jednak kvůli Zengího ofenzivě, ale i kvůli sporům mezi latinskými křižáky a Řeky obléhání skončilo.

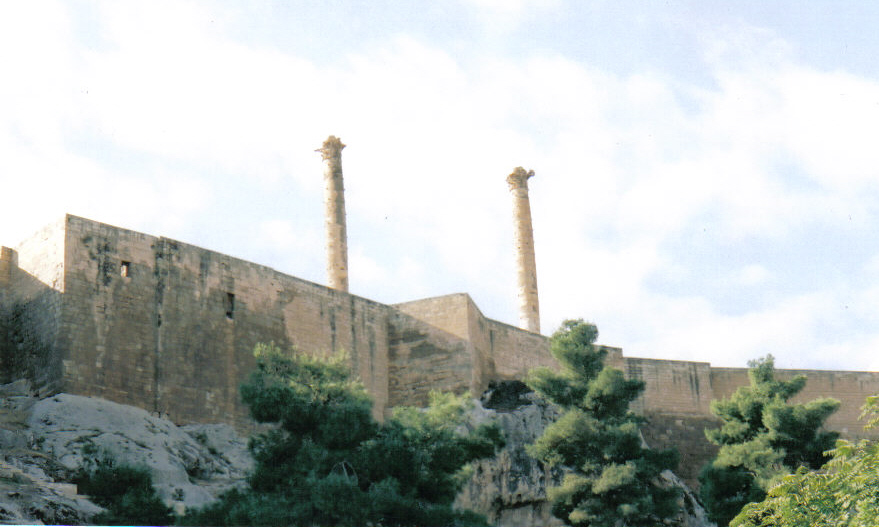
Opevnění v Edesse

V květnu 1138 uzavřel další dohodu s Damaškem a vzal si Šiháb ad-Dínovu matku Zumurrud, tu samou ženu, která zabila svého syna Ismaíla. Město Homs dostala nevěsta jako věno. V červenci 1139 byl emír Šiháb ad-Dín Mahmúd zavražděn a Zengí znovu přitáhl k městu s cílem jej obsadit. Obyvatelé Damašku sjednocení pod vládou Mu'ín ad-Dín Unura dosadili za regenta Šihábova nástupce Džamal ad-Dína a znovu se spojili s Jeruzalémem proti Zengímu. Zengí oblehl Džamal ad-Dínovu bývalou pevnost v Baalbeku, kde obranu vedl Unur. Poté, co Zengí přerušil obléhání Damašku, Džamal ad-Dín onemocněl a zemřel. Jeho místo zaujal jeho syn Mudžir ad-Dín a Mu'ín ad-Dín Unur zůstal ve funkci regenta.
Mudžir ad-Dín potvrdil spojenectví s jeruzalémskými křižáky a vyjednal jejich vojenskou podporu před Zengím. Zatímco spojené armády Damašku a Jeruzaléma oblehly Zengího pevnost, Zengí znovu zaútočil na Damašek, ale rychle ustoupil. Zengí poté zaměřil svou pozornost na sever a dobyl Ašib a arménskou pevnost Hizan.
V roce 1144 Zengí vtrhl do křižáckého Edesského hrabství a na štědrý den 1144 dobyl hlavní město Edessu. Od té doby získal své přízvisko al-Malik al-Mansúr a již nebyl pouhým atabegem, ale získal titul sultána pro Aleppo a Mosul. V důsledku pádu Edessy byla vypravena z Evropy druhá křížová výprava a podle muslimských kronik započal džihád proti křižáckým státům.

## Smrt

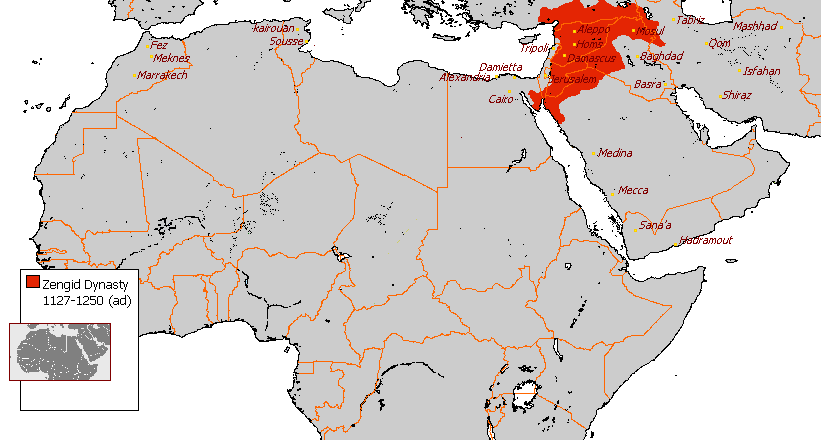
Území ovládané dynastie potomků Zengího v době největšího rozmachu

Ačkoliv se Zengí v roce 1145 znovu pokusil převzít kontrolu nad Damaškem, byl o rok později zavražděn eunuchem franského původu jménem Jarankeš. Křesťanský kronikář Vilém z Tyru píše, že byl zabit množstvím svých dvořanů, když ležel opilý v posteli. Vilém zprávu o Zengího smrti vítal slovy:
„Jaká šťastná náhoda. Trestuhodný vrah, který měl krvavé jméno Sanguinus, byl potřísněn svou vlastní krví.“
Vilém použil slovní hříčku, neboť latinský název pro krev je sanguis ale také latinská zkomolenina Zengího jména, kterou používali křižáci. Zengího náhlá smrt způsobila mezi muslimy paniku. Jeho armáda se rozpadla, pokladnice zela prázdnotou a křižáčtí vládci povzbuzeni smrtí svého rivala zaútočili na Aleppo a Edessu. Damašský vládce Unur znovu dobyl Baalbek a Homs a další teritoria, patřící k Zengího sféře.
Zengí založil dynastii Zengí, jejíž členové si rozdělili jeho muslimskou říši. V Mosulu nastoupil na trůn jeho nejstarší syn Saíf ad-Dín Ghází I. a Aleppo získal jeho druhý syn Núr ad-Dín.